# Brachylasioptera rotunda
Brachylasioptera rotunda är en tvåvingeart som beskrevs av Edwin Möhn 1964. Brachylasioptera rotunda ingår i släktet Brachylasioptera och familjen gallmyggor.
Artens utbredningsområde är El Salvador. Inga underarter finns listade i Catalogue of Life.